# Wat Tham Khao Pun
Wat Tham Khao Pun (Thai วัดถ้ำเขาปูน, Höhlentempel Khao Pun) ist eine buddhistische Tempelanlage (Wat) in Kanchanaburi.

## Lage
Der Wat Tham Khao Pun liegt vier Kilometer außerhalb von Kanchanaburi an der Fernstraße 3228. Von hier aus hat man eine herrliche Aussicht über den nahe gelegenen Mae Nam Khwae Noi (Khwae-Noi-Fluss). 

## Sehenswürdigkeiten
Zum Tempel gehört auch eine Höhle, die aus mehreren Räumen besteht, die durch ein Geflecht enger Gänge miteinander verbunden sind. In den Höhlen sind Statuen des Buddha und hinduistischer Gottheiten ausgestellt. Gegen eine Spende gelangt man in das Höhlensystem und kommt an einer anderen Stelle wieder nach außen.
Eine riesige Buddha-Statue in chinesischem Stil überblickt den Mae Nam Khwae Noi und die Bahnlinie, die hier nach Süden hin die Stadt verlässt. Eine weitere große, liegende Buddhastatue wird von der lokalen Bevölkerung sehr verehrt.

## Vorfälle
1995 wurde bei dem Tempel ein britischer Tourist ermordet.